# Tadeusz Szafarczyk
Tadeusz Szafarczyk (ur. 1921 w Cieszynie, zm. 27 lipca 2007 w Cieszynie) – polski fotograf, krajoznawca. Członek założyciel cieszyńskiego oddziału Polskiego Towarzystwa Fotograficznego. Prezes Zarządu Cieszyńskiego Towarzystwa Fotograficznego. Członek założyciel Ogólnopolskiej Grupy Twórczej Art Foto.

## Życiorys
Tadeusz Szafarczyk związany z cieszyńskim środowiskiem fotograficznym – mieszkał, pracował, tworzył w Cieszynie. Fotografował od 1938 roku. Miejsce szczególne w jego twórczości zajmowała fotografia krajobrazowa, fotografia krajoznawcza, fotografia, pejzażowa oraz fotografia socjologiczna. W 1957 roku był współzałożycielem ówczesnego cieszyńskiego oddziału Polskiego Towarzystwa Fotograficznego – późniejszego Cieszyńskiego Towarzystwa Fotograficznego. Będąc członkiem rzeczywistym CTF, w latach 1969–1981 uczestniczył w pracach Zarządu CTF – jako wiceprezes i prezes Zarządu. 
Tadeusz Szafarczyk począwszy od 1958 roku uczestniczył w wielu wystawach fotograficznych (w ponad 120 ekspozycjach) w Polsce i za granicą; indywidualnych, zbiorowych, poplenerowych oraz pokonkursowych – na których otrzymał wiele nagród, wyróżnień, dyplomów, listów gratulacyjnych. W 1972 roku otrzymał uprawnienia Instruktora Fotografii Krajoznawczej. W 1999 otrzymał dyplom 10-lecia Centrum Fotografii Krajoznawczej Polskiego Towarzystwa Turystyczno-Krajoznawczego w Łodzi.
W 2001 roku w uznaniu zasług na niwie fotografii krajoznawczej, został wyróżniony Nagrodą Honorową im. Fryderyka Kremsera – nagrodą przyznawaną przez Komisję Fotografii Krajoznawczej Zarządu Głównego Polskiego Towarzystwa Turystyczno-Krajoznawczego.

## Odznaczenia
- Złota Honorowa Odznaka PTTK (1989)[1][2]